# ラファエル・オロノ
ラファエル・オロノ（Rafael Orono、1958年8月30日 - ）は、ベネズエラの男性プロボクサー。スクレ州出身。身長173cm。元WBC世界スーパーフライ級王者。

## 来歴
1979年2月18日、ベネズエラでプロデビュー。
1979年9月15日、7戦目でベネズエラバンタム級王座を獲得。
1980年2月2日、初代WBC世界スーパーフライ級王座決定戦で李承勲と対戦し、15回判定勝ちで王座を獲得した。
1981年1月25日、4度目の防衛戦で金喆鎬と対戦し、9回KO負けで王座から陥落するとともに、キャリア初黒星となった。
1982年11月28日、WBC世界スーパーフライ級タイトルマッチで金喆鎬と再戦し、6回TKO勝ちで王座を奪回した。
1983年11月27日、4度目の防衛戦でパヤオ・プーンタラットと対戦し、12回判定負けで王座から陥落した。
1985年7月17日、WBA世界スーパーフライ級王者カオサイ・ギャラクシーに挑戦し、5回TKO負けで王座獲得ならず。
1988年8月13日の試合を最後に引退した。

## 獲得タイトル
- 初代WBC世界スーパーフライ級王座（防衛3度）
- 第3代WBC世界スーパーフライ級王座（防衛3度）